# 崔郾
崔 郾（さい えん、768年 - 836年）は、唐代の官僚・儒学者。字は広略。本貫は貝州武城県。

## 経歴
進士に及第し、平判入等科に登第して、集賢院校書郎に任じられた。三度異動して入朝し、監察御史・刑部員外郎となった。吏部員外郎・左司郎中を歴任した。
元和13年（818年）、鄭余慶が詳定使となると、当時の礼学者が選抜されてともに礼儀の詳細を定めることとなり、崔郾は詳定判官・吏部郎中をつとめた。元和15年（820年）、諫議大夫に転じた。
穆宗が即位すると、酒色に溺れてその生活は荒廃していたため、崔郾は同僚の鄭覃らとともに強く諫めた。穆宗はこれを称賛し、狩猟に出ることはやや少なくなった。長慶2年（822年）、崔郾は給事中となった。
長慶4年（824年）、敬宗が即位すると、崔郾は侍講学士に選抜され、中書舎人に転じた。宝暦元年（825年）、崔郾は同僚の高重進とともに『諸経纂要』10巻を進上した。
宝暦2年（826年）、崔郾は礼部侍郎に転じ、東都洛陽で挙人を試験した。2回の科挙で選抜した人々はいわゆる名士ではなかったが、のちの大中・咸通年間に宰相をつとめた者たち十数人であった。大和4年（830年）、崔郾は陝虢観察使として出向した。旧政では上納するのに不足している分を官吏の俸給を削って上乗せしていた。崔郾はこれを見直し、2年で統治の成績が朝廷に奏聞された。大和5年（831年）、鄂岳安黄等州観察使に転じた。大和9年（835年）、浙江西道都団練観察等使となった。着任すると、寛容な統治をおこなって、民衆の疲弊をやわらげた。蒙衝（軍船）を建造して、数カ月で反乱を鎮圧した。開成元年（836年）11月15日、死去した。享年は69。吏部尚書の位を追贈された。諡は徳といった。

## 家族
- 曾祖父：崔綜
- 祖父：崔佶
- 父：崔陲[14][1]
- 兄：崔邠・崔酆
- 弟：崔郇・崔邯・崔鄯・崔鄲[3]・崔鄜
- 子：崔瑀・崔瑤・崔瑾・崔璆[11][12]

## 伝記資料
- 『旧唐書』巻155 列伝第105
- 『新唐書』巻163 列伝第88